# Uthausen
Uthausen ist ein Ortsteil der Stadt Kemberg im Landkreis Wittenberg in Sachsen-Anhalt.

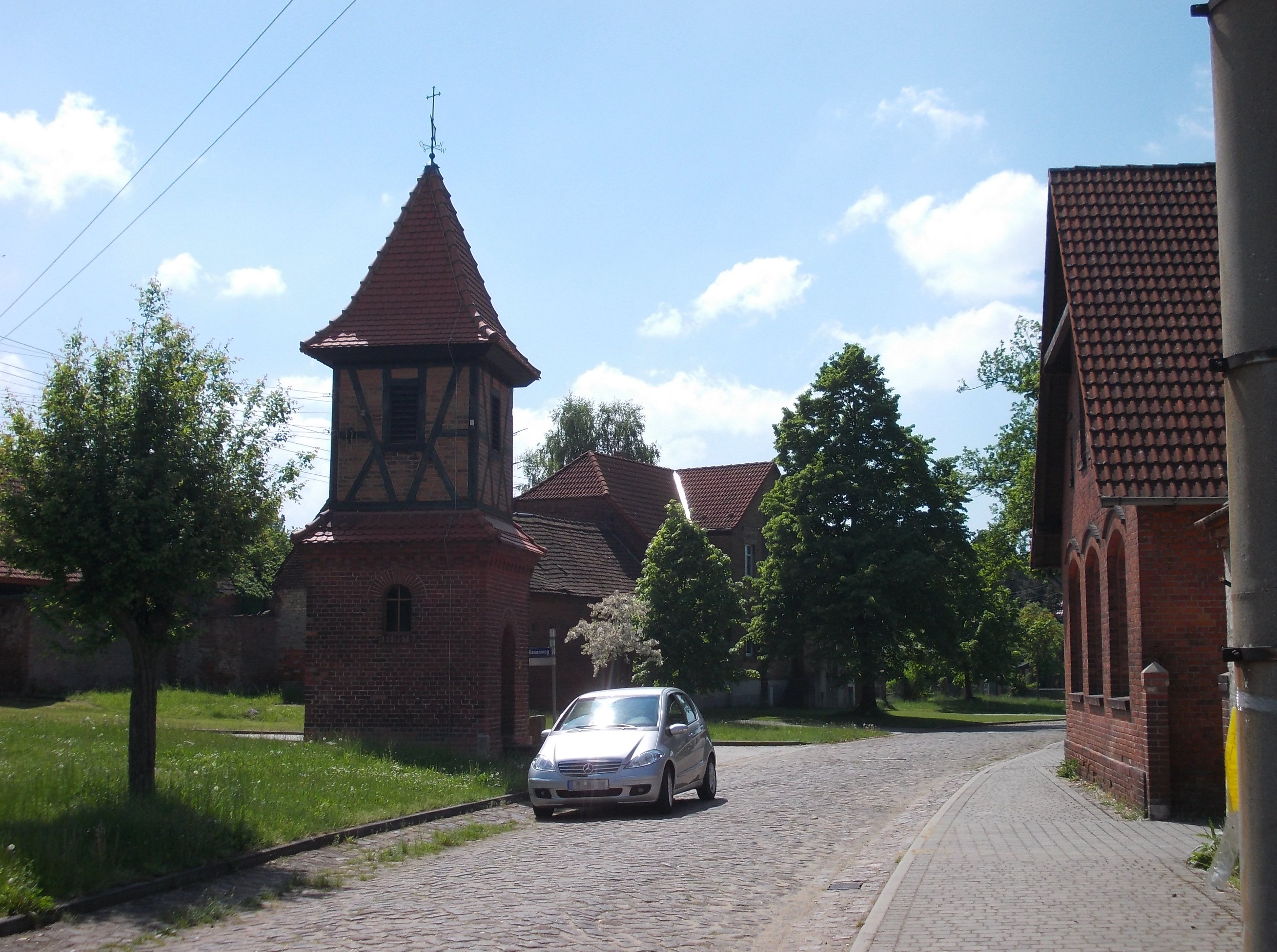
Glockenturm an der Alten Schule

## Geografie
Uthausen liegt ca. 15 km südwestlich von Lutherstadt Wittenberg.

## Geschichte
1308 wurde Uthausen erstmals urkundlich erwähnt.
Uthausen war 1662–1676 von Hexenverfolgung betroffen. Zwei Frauen gerieten in einen Hexenprozess. Maria, Witwe von Friederich Naumann, dem ehemaligen Müller, wurde 1676 vom Pfarrer in Radis angezeigt.
Zu DDR-Zeiten unterhielt der VEB Impfstoffwerk Dessau-Tornau ein Betriebsferienlager.
Am 1. Januar 2010 wurde die bis dahin selbstständige Gemeinde Uthausen zusammen mit den Gemeinden Dabrun, Eutzsch, Rackith, Radis, Rotta, Schleesen, Selbitz und Wartenburg in die Stadt Kemberg eingemeindet. Gleichzeitig wurde die Verwaltungsgemeinschaft Bergwitz, zu der Uthausen gehörte, aufgelöst.

### Regelmäßige Veranstaltungen
In jedem Jahr wird Anfang August das Turmfest Uthausen veranstaltet.
Des Weiteren findet ein Laternenumzug im Herbst und das Osterfeuer am Osterwochenende statt.

## Wirtschaft und Infrastruktur

### Verkehr
Die Bundesstraße 100, die Wittenberg und Gräfenhainichen verbindet, verläuft am Ortsrand. Anrufbusse der Linie 345 des Neuen Wittenberger Busverkehrs verbinden Uthausen wochentags mit den Bahnhöfen Gräfenhainichen an der Bahnstrecke Wittenberg–Leipzig/Halle und Bad Schmiedeberg an der Bahnstrecke Pretzsch–Eilenburg.